# Hindustan Aircraft G-1
Hindustan Aircraft G-1 byl transportní kluzák vzniklý v době druhé světové války v Indii. Jednalo se o první konstrukci společnosti Hindustan Aircraft Limited, postavenou pouze v jednom exempláři.

## Vznik a vývoj
G-1 byl navržen v letech 1941 až 1942 a jednalo se o desetimístný kluzák s poloskořepinovým trupem, jehož potah tvořily dvě vrstvy překližky, a svislé i vodorovné ocasní plochy byly potaženy plátnem.
Jednonosníkové samonosné křídlo mělo na horní ploše spoilery. Kokpit tandemového uspořádání byl vybaven dvojím řízením, pro pilota i kopilota, a jeho odklopný překryt byl v případě nouze odhoditelný.
V zadní části trupu, přístupné rozměrnými dveřmi na pravém boku, byl prostor pro přepravu osmi pasažérů. V trupových oknech, vyrobených z plastu, byly střílny, umožňující přepravovaným vojákům palbu z ručních zbraní za letu.
Došlo ke stavbě prototypu a dílů pro výrobu dalších deseti kusů, ale vzlétl pouze prototyp, a k výrobě dalších exemplářů nebylo přikročeno.

## Specifikace
Údaje podle

### Technické údaje
- Osádka: 2 (pilot a kopilot)
- Kapacita: 8 osob nebo náklad
- Rozpětí: 17,285 m (56 stop a 8,5 palců)
- Délka: 9,30 m (30 stop a 6 palců)
- Výška: 3,38 m (11 stop a 1 palec)
- Nosná plocha: 28 m² (300 čtverečních stop)
- Štíhlost křídla: 10
- Prázdná hmotnost: 860 kg (1 500 liber)
- Vzletová hmotnost: 4 000 kg (8 818 liber) s nákladem

### Výkony
- Cestovní rychlost: 257 km/h (139 uzlů, 160 mph) v tahu